# Kälviä

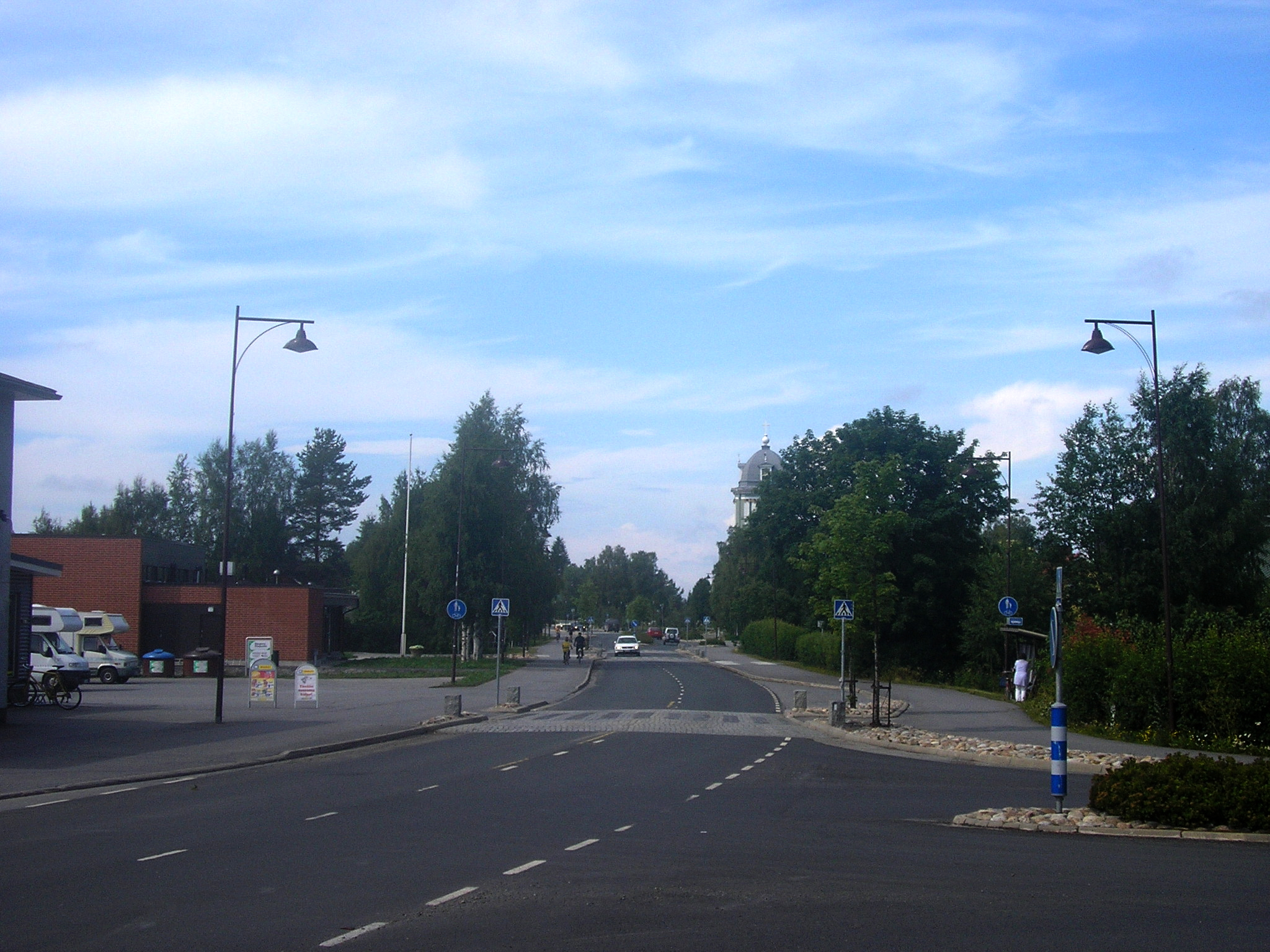
Een weg in Kälviä

Kälviä (Zweeds: Kelviå) is een plaats in de Finse provincie West-Finland en in de Finse regio Centraal-Österbotten. Het was tot 2009 een zelfstandige gemeente. In dat jaar werd Kälviä geannexeerd door Kokkola. 
De gemeente Kälviä had een oppervlakte van 668 km² en telde 4553 inwoners in 2007.
Halsua · Kannus · Kaustinen · Kokkola · Lestijärvi · Perho · Toholampi · Veteli
Voormalige gemeenten:
Himanka · Kaarlela · Kälviä · Lohtaja · Ullava · Öja